# تشانس روفين
تشانس روفين (بالإنجليزية: Chance Ruffin)‏ هو لاعب كرة قاعدة أمريكي، ولد في 9 سبتمبر 1988 في أوستن في الولايات المتحدة.

## وصلات خارجية
- تشانس روفين على موقع دوري كرة القاعدة الرئيسي (الإنجليزية)
- تشانس روفين على موقعبيزبول رفرنس.كوم (الدوري الرئيسي) (الإنجليزية)
- تشانس روفين على موقعبيزبول رفرنس.كوم (الدوري الثانوي) (الإنجليزية)
- تشانس روفين على موقع إي إس بي إن.كوم (أم.أل.بي) (الإنجليزية)
- تشانس روفين على موقع مشجعي الرسوم البيانية (الإنجليزية)